# Drakovići
Drakovići este un sat din comuna Danilovgrad, Muntenegru. Conform datelor de la recensământul din 2003, localitatea are 17 locuitori (la recensământul din 1991 erau 65 de locuitori).

## Demografie
În satul Drakovići locuiesc 17 persoane adulte, iar vârsta medie a populației este de 57,4 de ani (49,8 la bărbați și 68,4 la femei). În localitate sunt 8 gospodării, iar numărul mediu de membri în gospodărie este de 2,13.
|  |

| Demografie | Demografie | Demografie |
| An         | Locuitori  | Locuitori  |
| ---------- | ---------- | ---------- |
|            |            |            |
|            |            |            |
|            |            |            |
|            |            |            |
| 1948       | 87         |            |
| 1953       | 60         |            |
| 1961       | 88         |            |
| 1971       | 67         |            |
| 1981       | 53         |            |
| 1991       | 65         | 65         |
| 2003       | 17         | 17         |

| \| Componența etnică conform recensământului din 2003[2] \| Componența etnică conform recensământului din 2003[2] \| Componența etnică conform recensământului din 2003[2] \| Componența etnică conform recensământului din 2003[2] \| Componența etnică conform recensământului din 2003[2] \| \| ----------------------------------------------------- \| ----------------------------------------------------- \| ----------------------------------------------------- \| ----------------------------------------------------- \| ----------------------------------------------------- \| \| \| \| \| \| \| \| Muntenegreni \| Muntenegreni \| \| 14 \| 82,35% \| \| Sârbi \| Sârbi \| \| 2 \| 11,76% \| \| necunoscută \| necunoscută \| \| 0 \| 0% \| |              |  |    |        |
| Componența etnică conform recensământului din 2003 |              |  |    |        |
| |              |  |    |        |
| Muntenegreni | Muntenegreni |  | 14 | 82,35% |
| Sârbi | Sârbi        |  | 2  | 11,76% |
| necunoscută | necunoscută  |  | 0  | 0%     |